# Fosca (ópera)
Fosca es una ópera en cuatro actos con música de Antônio Carlos Gomes y libreto en italiano de Antonio Ghislanzoni, basado en La festa delle Marie de Luigi Capranica. Se estrenó en el Teatro de La Scala de Milán el 16 de febrero de 1873. Una segunda versión se estrenó el 7 de febrero de 1879 en el mismo teatro milanés.

## Historia
Fosca es la segunda ópera que compone Carlos Gomes durante su estancia italiana, tras Il Guarany. Gomes realiza un viaje a Brasil para estrenar "Il Guarany" allí, y a su retorno, además de casarse, comienza la composición de una nueva ópera. En su composición prioriza una estructura discursiva frente a la tradicional división en números cerrados. La novela de Capranica en la que se basa el libreto de Ghislanzoni, "La festa delle Marie" se basa en parte en un legendario suceso que tuvo lugar en Venecia en 973 y que se conmemoraba anualmente en la "Festa delle Marie".
El estreno, que tuvo lugar en La Scala de Milán, fue un fracaso, ya que tuvo lugar en pleno enfrentamiento entre amantes del Bel-Canto y wagnerianos, siendo la obra acusada de wagnerianismo. Gomes, que la consideraba su mejor ópera y por ello se la dedicó a su propio hermano José Pedro de Sant'Anna Gomes, la revisó en varias ocasiones. En 1878 sustituye el aria original de Cambro "Or vieni o donna" por una nueva, "D'amore le ebbrezze", acorta el final del segundo acto suprimiento el concertante y alarga el dúo del tercer acto entre Fosca y Delia. Esta revisión se estrenó en La Scala el 7 de febrero de 1879, con buen resultado de crítica pero sin conseguir entrar en el repertorio. Gomes todavía realizará nuevas modificaciones, presentadas en 1889 y 1890. 
Fosca se representó en 1877 en Buenos Aires y en Río de Janeiro, y en 1900 en Malta, y se ha seguido representando ocasionalmente en Brasil.
La ópera se representa poco en la actualidad. Según las estadísticas de Operabase, se dieron 16 representaciones en el periodo comprendido entre 2004 y 2018, siendo la ópera más representada del compositor.

## Personajes
| Personaje                                         | Voz      | Reparto del estreno (Director: Franco Faccio) | Reparto de estreno de la revisión de 1878 (Director: Franco Faccio) |
| ------------------------------------------------- | -------- | --------------------------------------------- | ------------------------------------------------------------------- |
| Gajolo, líder de una banda de piratas             | bajo     | Ormondo Maini                                 | Ormondo Maini                                                       |
| Fosca, su hermana                                 | soprano  | Gabrielle Krauss                              | Amalia Fossa                                                        |
| Cambro, desertor veneciano, sirviente de Gajolo   | barítono | Victor Maurel                                 | Gustavo Moriami                                                     |
| Paolo, prisionero veneciano de Gajolo             | tenor    | Carlo Bulterini                               | Francesco Tamagno                                                   |
| Delia, prometida de Paolo                         | soprano  | Cristina Lamare                               | Adele Garbini                                                       |
| Michele Giotta, Senador veneciano, padre de Paolo | bajo     | Angelo De Giuli                               | Carlo Moretti                                                       |
| Dux de Venecia                                    | bajo     | Giovanni Tanzio                               | Ettore Marcassa                                                     |
| Piratas, ciudadanos de Venecia                    |          |                                               |                                                                     |

## Argumento
La trama tiene lugar en Istria y Venecia en el siglo X. 
Acto I
Habitación rústica en la guarida de los piratas cerca de Piran
Los piratas guardan su botín. Gajolo, su líder, explica a sus secuaces su próximo plan: se infiltrarán en la boda que se celebrará en la Iglesia de San Pedro en Venecia para robar a las novias. Llega entonces Cambro, que trae buenas noticias: el senador Michelle Giotta ha ofrecido una gran suma de dinero para rescatar a su hijo Paolo, a quien tienen prisionero; los piratas aceptan el precio del rescate. Fosca interrumpe las celebraciones para recordar que se le prometió que Paolo sería suyo y que no lo va a cambiar por todo el oro del mundo, ya que se ha enamorado de él (preghiera: Fratel, da un fascino). Sugiere en cambio engañar a Giotta, algo que los piratas rechazan por ser deshonorable. 
Acantilado junto al mar, junto a una torre y una cueva
Cambro, que está secretamente enamorado de Fosca, espera que, al partir Paolo hacia Venecia, pueda por fin seducirla y de esa forma reinar sobre los piratas (aria: D'amore le ebbrezze). Se esconde a la llegada de Fosca, quien abre la verja que cierra la cueva y hace salir a Paolo. Él piensa que lo van a matar, pero ella le recuerda cómo le salvó su vida y lo cuidó durante su cautiverio. Le cuenta que su padre ha pagado el rescate que lo hace libre y le propone acompañarlo, pero él le recuerda que está enamorado de la mujer con la que está comprometido (dúo: Cara città natia).Ella le suplica, le advierte sobre el peligro de despertar su odio y finalmente le amenaza con volver a encerrarlo, pero en ese momento llega Gajolo a liberarlo, acompañado de Michele Giotta, padre de Paolo. Fosca, antes de ver irse a Paolo, intenta apuñalarlo, pero es detenida por Gajolo, quien insta a Paolo y Michele a marcharse de inmediato. Cambro sale entonces de su escondite y se aprovecha del odio de Fosca: ella le promete que le entrega a la prometida de Paolo, a cambio de convertirse en su esposa. 
Acto II
Casa de Delia en Venecia
Paolo está con su amada Delia, con la que va a casarse pronto (dúo: Soli, del mondo immemori). Ella, una huérfana sin dote, expresa sus simpatías por la desgracia de Fosca, la mujer que cuidó a Paolo en su cautiverio. Mientras, Cambro se hace pasar por un vendedor ambulante e insiste en venderle un precioso collar a Delia, quien, presa de un nefasto presentimiento, lo rechaza. Pero en este tiempo Cambro descubre que ambos estarán en una hora en la iglesia en la que tendrá lugar el rapto.
Pequeña plaza ante la Iglesia de San Pedro
Fosca espera ansiosa la llegada de Cambro. Este le cuenta que ha visto a la pareja y que en un momento estarán en su poder.  Llega Gajolo para dar el golpe y se sorprende al ver a su hermana, que puede ponerlos en peligro. Paolo y delia están a punto de entrar en la iglesia y Fosca desespera al ver a la feliz pareja(aria: Quale orribile peccato). Entonces se presenta ante ellos, por lo que Gajolo le acusa de estar loca. Delia insiste en apresurarse en entrar a la iglesia. En ese momento se produce el asalto de los puratas, y Fosca ve a Cambro salir con la raptada Delia, pero Gajolo es capturado por los venecianos durante el enfrentamiento que se produce tras el asalto. 
Acto III
Interior de la gruta de los piratas
En una oscura gruta Delia piensa en su amado Paolo, del que desconoce su destino (aria: Ad ogni mover lontan di frenda). Fosca entra y le dice que Paolo sigue vivo y que está en su poder; acusa entonces a Delia de haber hechizado a Paolo y quiere saber el secreto. Delia le pide que la mate, pero Fosca se niega, porque eso no apagará el amor de Paolo hacia ella, y Fosca lo quiere para sí misma. Delia se ofrece entonces a convertirse en su esclava, aplacando así el odio de Fosca. 
Acantilado junto al mar, junto a la torre
Los piratas, deseosos de salvar a su capturado jefe, sospechan de Cambro. éste desea secretamente la muerte de Gajolo para así hacerse con su poder. Llega entonces Fosca, dispuesta a liberar a la pareja para así salvar a su hermano, pero Cambro le dice que entonces no volverá a ver a su amado Paolo, que estará en brazos de Delia, y ella se decide a matarlos. 
Acto IV
Sala del senado en el Palacio Ducal
Michelle Giotta está preocupado por su hijo, y el Dux organiza una expedición de rescate, ya que nuevos piratas han sido capturados en la ciudad. Gajolo solicita una audiencia con el Dux que le es concedida. Solicita volver a Piram, ya que Fosca y Cambro han difundido la noticia de su muerte, por lo que los piratas ya no están bajo su control, y eso pone en peligro a Informa que Paolo y Delia. Propone entonces que sea liberado para poder salvarlos: si lo consigue será libre, pero si no volverá para ser ejecutado, propuesta que es aceptada por los venecianos. 
Acantilado junto al mar
Cambro le da a entender a Paolo que Delia está muerta, y entonces él solo desea reunirse con ella (aria: Ah! Se tu sei fra gli angeli). llega entonces Fosca y Paolo le suplica que acabe cuanto antes con su vida. Pero Fosca hace llegar a Delia, sin permitir que ambos puedan abrazarse. Ella se conforma con la muerte de unos solo de los dos:  le ofrece a Delia tomar un veneno para así salvar a Paolo, algo que ella acepta. Paolo le suplica que no lo haga y Delia titubea, provocando las burlas de Fosca, que da la orden de matar a Paolo. Pero cuando Delia finalmente se dispone a beber el veneno aparece Gajolo, quien ha matado a Cambro por su traición y ordena que los dos amantes suban a una barca que los llevará a Venecia. Al ver lo sucedido, Fosca toma el veneno y, desesperada, pide perdón a la pareja por todas sus maldades, obteniendo el perdón de ambos. Cuando la pareja parte, Gajolo se da cuenta de lo sucedido: Fosca muere en sus brazos, y él jura vengarse de Venecia.

## Estructura
- Obertura

Acto I
- Buon dì, compagni (coro y escena - Gajolo)
- Salute al capitano (escena - Cambro)
- Fratel, da un fascino (preghiera (plegaria)- Fosca)
- Ah! Crudeli (stretta y escena)
- D'amore le ebbrezze
- Cara città natia (escena e dúo)
- La tua rivale odiata

Acto II
- Soli, del mondo immemori (escena de amor y dúo)
- Io vengo dai mondi (diálogo y canción)
- Mirate questa collana
- Bel cavaliero (escena y frase)
- Già troppo al mio supplizio (dúo)
- Quale orribile peccato (aria - Fosca)
- Marcha y coro nupcial
- Final segundo

Atto III
- Ad ogni mover lontan di frenda (escena y aria)
- Orfana e sola nel materno tetto (escena e dúo)
- Dei due qual mente? (coro de corsarios)
- Tu la vedrai negli impeti (escena e dúo)

Atto IV
- Son capitano (escena del consejo y estrofas)
- Di Venezia la vendetta (inventiva - coro)
- Ti allegra, o giovane (escena)
- Intenditi con Dio... Ah! Se tu sei fra gli angeli (romanza - Paolo)
- Alfin tremanti e supplici (gran escena)
- Non m'aborrir, compiangimi (cuarteto - escena final)

## Discografía
| Año  | Reparto (Fosca, Paolo, Delia, Cambro, Gajolo, Michele Giotta, Dux)                                                       | Director de Orquesta   | Sello discográfico |
| ---- | --- | ---------------------- | ------------------ |
| 1973 | Ida Miccolis, Zaccaria Marques, Agnes Ayres, Costanzo Mascitti, Mario Rinaudo, Sebastiao Sabia, Benedito Silva           | Armando Belardi        | Master Class       |
| 1997 | Gail Gilmore, Roumen Doikov, Krassimira Stoyanova, Niko Issacov, Svetozar Ranguelov, Peter Bakardzhiev, Stoil Gueorguiev | Luis Fernando Malheiro | Casa da Ópera      |